# Allobracon mourei
Allobracon mourei är en stekelart som beskrevs av Shimbori och Penteado-dias 2007. Allobracon mourei ingår i släktet Allobracon och familjen bracksteklar. Inga underarter finns listade i Catalogue of Life.